# Adnan Barakat
Adnan Barakat (Amsterdam, 3 september 1982) is een Nederlands-Marokkaans voetballer die als middenvelder speelt.

## Carrière
Barakat is afkomstig uit de jeugdopleiding van Ajax, nadat hij eerder voor de Amsterdamse amateurclubs DWV en Zeeburgia had gespeeld. In 2002 werd hij door NAC Breda uit de A1 van Ajax gehaald. Hij tekende daar een contract voor vier jaar. Hij maakte zijn debuut als prof op 14 december 2002 tegen RKC Waalwijk (1-0). Trainer Ton Lokhoff koos echter voor een meer ervaren middenveld waardoor Barakat op de bank belandde. Hij was dan ook blij toen FC Eindhoven zich voor de technisch vaardige en offensief ingestelde Barakat meldde, hoewel hij eerst aan De Graafschap zou worden verhuurd. De sponsoring was echter nog niet rond in Doetinchem, waardoor de zaak afketste.
Hij had het naar zijn zin en kende een goed jaar in Eindhoven, maar was desondanks blij met het telefoontje van Roy Wesseling. Cambuur zocht een vervanger voor Raymond Bronckhorst en kwam uit bij de multifunctionele middenvelder (hij kan op meerdere posities op links uit de voeten). Het klikte en leverde Barakat een tweejarig contract op.
In de zomer van 2008 keert hij terug naar Noord-Brabant, om ditmaal bij FC Den Bosch zijn geluk te beproeven. Hij vertrekt transfervrij naar de club uit 's-Hertogenbosch voor twee seizoenen.
Op 30 december 2009 werd bekend dat hij tijdens de winterstop vertrekt naar FK Bakoe uit Azerbeidzjan. FK Bakoe betaalt duizenden euro`s aan FC Den Bosch voor de transfersom. En hij won daar de Beker van Azerbaijan als eerste Nederlander. En speelde Europa League.
Sinds januari 2012 speelt hij voor Muangthong United uit Thailand. In oktober van dat jaar werd hij de eerste Nederlander die kampioen werd in de Thai Premier League. Hij bleef tot medio 2016 in Thailand en sloot toen aan bij OFC.

## Statistieken
| Seizoen | Club                  | Wedstrijden | Doelpunten | Competitie     |
| ------- | --------------------- | ----------- | ---------- | -------------- |
| 2002/03 | NAC Breda             | 9           | 0          | Eredivisie     |
| 2003/04 | NAC Breda             | 23          | 0          | Eredivisie     |
| 2004/05 | NAC Breda             | 8           | 0          | Eredivisie     |
| 2005/06 | FC Eindhoven          | 34          | 3          | Eerste divisie |
| 2006/07 | Cambuur Leeuwarden    | 33          | 1          | Eerste divisie |
| 2007/08 | SC Cambuur Leeuwarden | 36          | 9          | Eerste divisie |
| 2008/09 | FC Den Bosch          | 33          | 13         | Eerste divisie |
| 2009/10 | FC Den Bosch          | 21          | 4          | Eerste divisie |
| 2009/10 | FK Bakoe              | 20          | 3          | Azerbeidzjan   |
| 2010/11 | FK Bakoe              | 21          | 6          | Azerbeidzjan   |
| Totaal  |                       | 238         | 31         |                |

Bijgewerkt t/m 15 juni 2011

## Erelijst
- Thai Premier League: 2012
- Azerbeidzjaanse voetbalbeker: 2011